# C-Murder
C-Murder, de son vrai nom Corey Miller, né le 9 mars 1971 à La Nouvelle-Orléans, en Louisiane, est un rappeur américain. Il est le frère de Master P et de Silkk the Shocker ainsi que l'oncle de Lil' Romeo et de Cymphonique Miller (fils et fille de Master P). Le 14 août 2009, il a été condamné à la prison à vie par un jury populaire de La Nouvelle-Orléans pour avoir tué par balle un adolescent de 16 ans dans une discothèque. Il était aussi le fiancé de la chanteuse de R&B Monica.

## Biographie
C-Murder est un rappeur issu des Calliope Projects de La Nouvelle-Orléans. Il collabore énormément avec ses deux frères Silkk the Shocker et Master P et est un membre de longue date du label No Limit Records de Master P.
Son premier album solo, Life or Death, est publié le 17 mars 1998,. Le premier album de Miller débute troisième place du Billboard 200 avec 197 000 exemplaires la première semaine. L'album recense plus d'un million d'exemplaires et est par la suite certifié disque de platine. Il est suivi de Bossalinie (1999), Trapped in Crime (2000) et C-P-3.com (2001), ces quatre premiers albums sont certifiés au moins disque d'or (platine pour Life or Death).
Le 5 avril 2005, il est prié de changer de nom de scène : C-Murder devient donc C-Miller. Mais depuis, il a repris son premier nom de scène. Lors d'une interview sur l'origine de son nom, Miller déclare : « Ils m'appellent C-Murder car j'ai vu des meurtres (C-Murder = see murder). »
Il apparaît sur l'album de Ludacris Release Therapy sur la chanson Do Your Time (avec en featuring Pimp C et le rappeur emprisonné Beanie Sigel).

## Discographie
- 1998 : Life or Death
- 1999 : Bossalinie
- 2000 : Trapped In Crime
- 2001 : C-P-3.com
- 2002 : TRU Dawgs
- 2005 : The Truest Shit I Ever Said
- 2006 : The Tru Story: Continued
- 2008 : Screamin' 4 Vengeance
- 2009 : Caliope Click Vol.1
- 2010 : Tomorrow
- 2015 : Ain't No Heaven in the Pen
- 2016 : Penitentiary Chances (avec Boosie Badazz)